# حادثة يو إس إس ليبرتي
حادث يو إس إس ليبرتي (بالإنجليزية: USS Liberty incident)، كان هجومًا على سفينة بحث تقني تابعة للبحرية الأمريكية (سفينة تجسس)، يو إس إس ليبرتي، بواسطة طائرات مقاتلة تابعة لسلاح الجو الإسرائيلي وقوارب الطوربيد التابعة للبحرية الإسرائيلية، في 8 يونيو 1967، خلال حرب الأيام الستة. أسفر الهجوم الجوي والبحري المشترك عن مقتل 34 من أفراد الطاقم (ضباط البحرية، بحارة، اثنان من مشاة البحرية، وموظف مدني من وكالة الأمن القومي)، وإصابة 171 من أفراد الطاقم، بالإضافة إلى تدمير السفينة بشكل كبير. في ذلك الوقت، كانت السفينة في المياه الدولية شمال شبه جزيرة سيناء، على بعد حوالي 25.5 ميل بحري (47.2 كم؛ 29.3 ميلا) شمال غرب مدينة العريش المصرية.
اعتذرت إسرائيل عن الهجوم، قائلة إن سفينة يو إس إس ليبرتي قد تعرضت للهجوم عن طريق الخطأ بعد أن تم الخلط بينها وبين سفينة مصرية. أجرت كل من الحكومة الإسرائيلية والأمريكية تحقيقات وأصدرت تقارير خلصت إلى أن الهجوم كان خطأ ناتجًا عن ارتباك إسرائيلي بشأن هوية السفينة. ومع ذلك، رفض آخرون، بما في ذلك الناجون من الهجوم، هذه الاستنتاجات وأكدوا أن الهجوم كان متعمدًا. اتهم توماس هينمان مورير، رئيس هيئة الأركان المشتركة السابع، الرئيس ليندون ب. جونسون بتغطية حقيقة أن الهجوم كان عملاً متعمدًا.

في مايو 1968، دفعت الحكومة الإسرائيلية مبلغ 3.32 مليون دولار أمريكي (ما يعادل 29.1 مليون دولار في 2023) للحكومة الأمريكية تعويضًا عن أسر الـ 34 رجلًا الذين قُتلوا في الهجوم. في مارس 1969، دفعت إسرائيل مبلغًا إضافيًا قدره 3.57 مليون دولار (ما يعادل 29.6 مليون دولار في 2023) للرجال الذين أصيبوا. في ديسمبر 1980، وافقت إسرائيل على دفع 6 ملايين دولار (ما يعادل 22.2 مليون دولار في 2023) كتعويض نهائي عن الأضرار المادية التي لحقت بالسفينة بالإضافة إلى 13 عامًا من الفوائد.

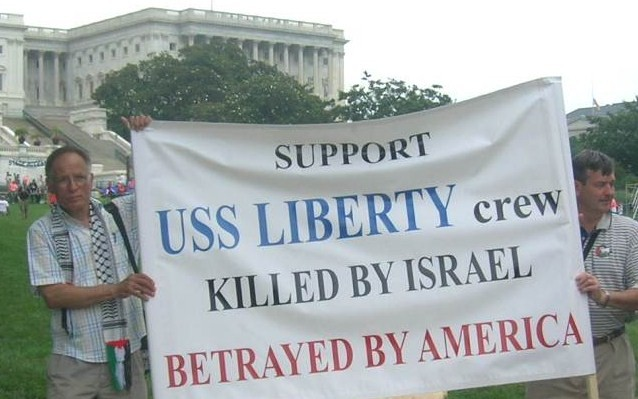
متظاهران أمريكيان يحملان لافتة مكتوب عليها: "كل الدعم لطاقم السفينة ليبرتي الذين قتلتهم إسرائيل وخانتهم أمريكا".

## السفينة
بنيت سفينة يو إس إس ليبرتي في الأصل كناقلة بضائع مدنية خفيفة تُدعى Simmons Victory، وهي جزء من سلسلة سفن "Victory" التي تم إنتاجها بكميات كبيرة خلال الحرب العالمية الثانية لتزويد الحلفاء بالبضائع. لاحقًا، استحوذت عليها البحرية الأمريكية وتم تحويلها إلى سفينة أبحاث تقنية مساعدة، وهو اسم رمزي للسفن الاستخباراتية التابعة لوكالة الأمن القومي التي كانت تقوم بمهام جمع إشارات الاستخبارات. نفذت السفينة خمس عمليات في المياه قبالة الساحل الغربي لأفريقيا قبل عام 1967.

## الهجوم على يو إس إس ليبرتي

### الأحداث التي أدت إلى الهجوم
خلال حرب 1967 التي اندلعت بين إسرائيل وعدد من الدول العربية، حافظت الولايات المتحدة الأمريكية على حيادها. قبل أيام من بداية الحرب، صدر أمر لسفينة يو إس إس ليبرتي بالتوجه إلى منطقة شرق البحر الأبيض المتوسط لتنفيذ مهمة جمع معلومات استخباراتية في المياه الدولية قرب الساحل الشمالي لشبه جزيرة سيناء في مصر. بعد اندلاع الحرب، أرسلت العديد من الرسائل إلى السفينة بشأن مخاوف تتعلق بسلامتها نتيجة اقترابها من منطقة الدوريات. كان الهدف من الرسائل تعديل نقطة الاقتراب المسموح بها مع سواحل مصر وإسرائيل، لتكون على بعد 20 و 15 ميلًا بحريًا (23 و 17 ميلًا؛ 37 و 28 كيلو مترًا)، ثم زيادتها إلى 100 ميلًا بحريًا (120 ميلًا؛ 190 كيلو مترًا) لكلا البلدين. ولسوء الحظ، لم تصل هذه الرسائل إلى السفينة إلا بعد الهجوم بسبب عدم فعالية آلية توجيه الرسائل.
وفقًا للمصادر الإسرائيلية، أبلغ الجنرال إسحاق رابين رئيس الأركان العامة للقوات الجوية الإسرائيلية في بداية الحرب في 5 يونيو إرنست كارل كاسل قائد الملحق البحري الأمريكي في تل أبيب، أن إسرائيل ستدافع عن سواحلها بكل الوسائل المتاحة، بما في ذلك إغراق السفن المجهولة، وطالب الولايات المتحدة بإبقاء سفنها بعيدًا عن سواحل إسرائيل أو على الأقل إبلاغها بمواقعها الدقيقة.
من جهة أخرى، قالت مصادر أمريكية إنه لم يتم إجراء أي تحقيق بشأن السفن في المنطقة إلا بعد الهجوم على يو إس إس ليبرتي. طلب وزير الخارجية الأمريكي دين روسك "تأكيدًا عاجلًا" على البيان الإسرائيلي في رسالة بعث بها إلى السفير الأمريكي وولورث بربور في تل أبيب. ورد بربور قائلاً: "لم يُطلب أي معلومات بشأن السفن الأمريكية العاملة قبالة سيناء إلا بعد حادثة يو إس إس ليبرتي". وأضاف بربور: "لو أجرى الإسرائيليون مثل هذا التحقيق، لكان قد تم إحالته على الفور إلى رئيس العمليات البحرية وغيرهم من القادة العسكريين الكبار، ولتم إعادة القضية إلى وزارة الخارجية".
بعد اندلاع الحرب، طلب كابتن يو إس إس ليبرتي، ويليام إل. مكغوناغل، على الفور من نائب الأميرال ويليام الأول مارتن في مقر الأسطول السادس للولايات المتحدة، إرسال مدمرة لمرافقة السفينة وتوفير حماية مسلحة لها، بالإضافة إلى مركز اتصالات مساعد. في اليوم التالي، رد الأدميرال مارتن قائلاً: "يو إس إس ليبرتي هي سفينة أمريكية واضحة في المياه الدولية، وهي ليست جزءًا من النزاع ولا تشكل هدفًا للهجوم من قبل أي دولة. رفض الطلب"، ولكنه وعد في حال حدوث هجوم غير متعمد، بإرسال طائرات مقاتلة من الأسطول السادس خلال عشر دقائق.

### الاتصال البصري

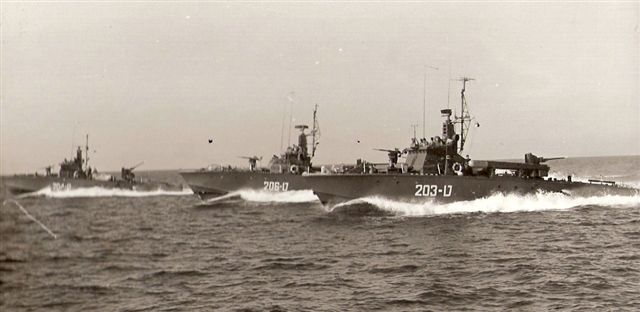
زوارق طوربيد بمحركات إسرائيلية (MTBs) قيد التشكيل، ج. 1967. كانت هذه هي MTBs التي هاجمت يو إس إس ليبرتي.

شهادة رسمية مدمجة مع ليبرتييثبت سجل سطح السفينة أنه طوال صباح الهجوم، 8 يونيو، حلقت طائرات سلاح الجو الإسرائيلي فوق السفينة، في أوقات وأماكن مختلفة. كان نوع الطائرة الأساسي هو نورد نوراتلاس . كانت هناك أيضا طائرتان مجهولة من طراز دلتا الجناحين في حوالي الساعة 9:00 صباحا بتوقيت سيناء ( جرينتش +2). يقول أعضاء طاقم  ليبرتي إن إحدى طائرات نوراتلاس حلقت بالقرب من ليبرتي لدرجة أن الضوضاء الصادرة عن مراوحها أحدثت ضجة في طلاء سطح السفينة، وأن الطيارين وأفراد الطاقم لوحوا لبعضهم البعض. تم الإبلاغ لاحقًا، بناءً على معلومات من مصادر الجيش الإسرائيلي، أن التحليق كان مصادفة، وأن الطائرة كانت تبحث عن غواصات مصرية تم رصدها بالقرب من الساحل.
حوالي الساعة 5:45 صباحًا بتوقيت سيناء، تم تلقي تقرير رؤية سفينة في القيادة الساحلية المركزية الإسرائيلية (CCC) فيما يتعلق بليبرتي، والتي حددها مراقب بحري جوي على أنها " مدمرة على ما يبدو تبحر 70 ميل (110 كـم) ) غرب غزة ". تم تحديد موقع السفينة على طاولة تحكم القيادة الساحلية المركزية الإسرائيلية، باستخدام علامة حمراء، تشير إلى سفينة مجهولة الهوية. حوالي الساعة 6:00 أفاد المراقب الجوي البحري الرائد أوري ميريتس أن السفينة بدت وكأنها سفينة إمداد تابعة للبحرية الأمريكية. حوالي 9:00 تم استبدال العلامة الحمراء بعلامة خضراء للإشارة إلى وعاء محايد. في نفس الوقت تقريبًا، أفاد طيار مقاتل إسرائيلي أن سفينة 20 ميل (32 كـم) شمال العريش أطلق النار على طائرته بعد أن حاول التعرف على السفينة. أرسلت قيادة البحرية الإسرائيلية مدمرتين للتحقيق، ولكن تم إعادتهما إلى مواقعهما السابقة في الساعة 9:40 صباحًا بعد ظهور شكوك أثناء استخلاص معلومات الطيار. بعد أن هبط المراقب البحري نوراتلاس واستجوابه، تم تحديد السفينة التي رآها باسم يو إس إس ليبرتي، بناءً على علامات بدنها "GTR-5". تمت إزالة علامة يو اس اس ليبرتي من جدول التحكم  القيادة الساحلية المركزية الإسرائيلية في الساعة 11:00 am، نظرًا لأن المعلومات الموضعية الخاصة بها تعتبر قديمة.
الساعة 11:24 صباحاً، تلقى رئيس العمليات البحرية الإسرائيلية بلاغاً عن تعرض العريش للقصف من البحر. وصدر أمر بالتحقيق في مصدر التقرير للوقوف على صحته. جاء التقرير من ضابط إسناد جوي في العريش. بالإضافة إلى ذلك، الساعة 11:27 - تلقى رئيس العمليات في القيادة العليا الإسرائيلية بلاغاً يفيد بأن سفينة كانت تقصف العريش، لكن القذائف لم تنجح. (يشير الصحفي الاستقصائي جيمس بامفورد إلى أن ليبرتي لم يكن لديها سوى أربعة رشاشات من عيار 0.50 مثبتة على سطحها، وبالتالي لم يكن بإمكانها قصف الساحل. ) أمر رئيس العمليات بالتحقق من صحة التقرير وتحديد ما إذا كانت سفن تابعة للبحرية الإسرائيلية قبالة سواحل العريش أم لا. الساعة 11:45 صباحًا، وصل تقرير آخر إلى القيادة العليا يقول إن سفينتين تقتربان من ساحل العريش.
تم نقل تقارير القصف والسفن من القيادة العليا إلى مركز مراقبة عمليات الأسطول. أخذهم رئيس العمليات البحرية على محمل الجد، وفي الساعة 12:05 وأمرت زورق الطوربيد مساء الفرقة 914 بالقيام بدوريات في اتجاه العريش. كانت الفرقة 914، المسماة «باغودا»، تحت قيادة القائد موشيه أورن. وهي تتألف من ثلاثة زوارق طوربيد مرقمة: T-203 و T-204 و T-206. الساعة 12:15 بعد الظهر، تلقت الفرقة 914 أوامر للقيام بدوريات في موقع على 20 ميل (32 كـم) شمال العريش. وأثناء توجه القائد أورين نحو العريش، أبلغته العمليات البحرية بقصف العريش وأبلغه أنه سيتم إرسال طائرات سلاح الجو الإسرائيلي إلى المنطقة بعد تحديد الهدف. كان رئيس الأركان يتسحاق رابين قلقًا من أن القصف المصري المفترض كان مقدمة لهبوط برمائي يمكن أن يحيط بالقوات الإسرائيلية. وكرر رابين الأمر الدائم بإغراق أي سفن مجهولة في المنطقة، لكنه نصح بالحذر، حيث أفادت التقارير أن السفن السوفيتية تعمل في مكان قريب. الساعة 1:41 بعد الظهر، رصدت قوارب الطوربيد سفينة مجهولة على بعد 20 ميلاً شمال غرب العريش و 14 ميل (23 كـم) قبالة ساحل البردويل . تم تقدير سرعة السفينة على الرادارات الخاصة بهم. أبلغ ضابط مركز المعلومات القتالية على T-204، الراية أهارون يفراح، أورين أنه تم اكتشاف الهدف على مسافة 22 ميل (35 كـم) .، أن سرعتها قد تم تتبعها لبضع دقائق، وبعد ذلك قرر أن الهدف كان يتحرك غربًا بسرعة 30 عقدة (56 كم/س؛ 35 ميل/س) . تم إرسال هذه البيانات إلى مركز التحكم في عمليات الأسطول.
كانت سرعة الهدف كبيرة لأنها أشارت إلى أن الهدف كان سفينة قتالية. علاوة على ذلك، كان لدى القوات الإسرائيلية أوامر دائمة بإطلاق النار على أي سفن مجهولة تبحر في المنطقة بسرعة تزيد عن 20 عقدة (37 كم/س؛ 23 ميل/س)، وهي سرعة لا يمكن بلوغها في ذلك الوقت إلا بواسطة السفن الحربية. طلب رئيس العمليات البحرية من زوارق الطوربيد التحقق مرة أخرى من حساباتهم. أعاد يفراح حساب تقييمه مرتين وأكد. بعد بضع دقائق، أبلغ القائد أورين أن الهدف، الآن 17 ميل (27 كـم) من موقعه، كان يتحرك بسرعة 28 عقدة (52 كم/س؛ 32 ميل/س) على عنوان مختلف. ومع ذلك، يشير بامفورد إلى أن السرعة القصوى لليبرتي ' أقل بكثير من 28 عقدة. وتقول مصادره إنه في وقت الهجوم، كانت ليبرتي تتبع مسار مهمتها في اعتراض الإشارات على طول ساحل شمال سيناء، بحوالي 5 عقدة (9.3 كم/س؛ 5.8 ميل/س) . السرعة.
أعطت البيانات الخاصة بسرعة السفينة واتجاهها الانطباع بأنها مدمرة مصرية تهرب باتجاه الميناء بعد قصف العريش. طاردت قوارب الطوربيد، لكنها لم تتوقع تجاوز هدفها قبل وصولها إلى مصر. طلب القائد أورين من سلاح الجو الإسرائيلي إرسال طائرات للاعتراض. الساعة 1:48 بعد الظهر، طلب رئيس العمليات البحرية إرسال طائرات مقاتلة إلى موقع السفينة.
أرسل سلاح الجو الإسرائيلي رحلة مكونة من طائرتين مقاتلتين من طراز ميراج 3 تحمل الاسم الرمزي رحلة كورسا والتي وصلت إلى ليبرتي في حوالي 2:00 pm . حاول قائد التشكيل، الكابتن افتاتش سبيكتور ‏، التعرف على السفينة. أرسل إلى أحد زوارق الطوربيد ملاحظته أن السفينة بدت وكأنها سفينة عسكرية بها مدخنة واحدة وصاري واحد. كما أبلغه، في الواقع، أن السفينة بدت له كمدمرة أو نوع آخر من السفن الصغيرة. في بيان بعد الهجوم، قال الطيارون إنهم لم يروا علامات أو علمًا مميزًا على السفينة.
في هذه المرحلة، حدث تبادل مسجل بين ضابط أنظمة أسلحة في مقر القيادة، وأحد المراقبين الجويين، ورئيس المراقبين الجويين شكك في وجود أمريكي محتمل. مباشرة بعد التبادل، الساعة 1:57 بعد الظهر، قام كبير المراقبين الجويين، المقدم شموئيل كيسليف، بإخلاء طائرات ميراج للهجوم.

### الهجمات الجوية والبحرية
بعد أن تم تطهيرها من الهجوم، غاصت طائرات ميراج على السفينة وهاجمتها بمدافع وصواريخ عيار 30 ملم. جاء الهجوم بعد دقائق قليلة من انتهاء الطاقم من تدريبات هجوم كيميائي، مع وجود الكابتن ماكغوناغل على جسر القيادة. كان الطاقم في «وضع الوقوف»، مع خلع خوذهم وسترات النجاة. تم ضبط الاستعداد للمعركة «تعديل الشرط الثالث»، مما يعني أن المدافع الرشاشة من عيار 0.450 كانت مأهولة وأن الذخيرة جاهزة للتحميل والإطلاق. قتل ثمانية من أفراد الطاقم إما على الفور أو أصيبوا بجروح قاتلة وتوفوا فيما بعد، وأصيب 75 بجروح. وكان من بين الجرحى ماكغوناجل الذي أصيب في الفخذ والذراع الأيمن. خلال الهجوم، تم قطع الهوائيات، واشتعلت النيران في براميل الغاز، وأسقط علم السفينة. أرسل مک گوناگل طلبًا عاجلاً للمساعدة إلى الأسطول السادس، «تحت هجوم من قبل طائرات نفاثة مجهولة، تتطلب مساعدة فورية».
غادرت طائرات ميراج بعد أن استنفدت ذخيرتها، واستبدلت برحلة مكونة من طائرتين داسو سوبر ميستيرس تحمل الاسم الرمزي رحلة ملكية. كانت طائرات داسو میستره مسلحة بقنابل النابالم، وكان يقودها النقيب يوسي زوك ورجل جناحه يعقوب همرمش. أطلق داسو میستره حمولاتهم فوق السفينة وقصفوها بمدافعهم. اشتعلت النيران في الكثير من البنية الفوقية للسفينة. كانت طائرات ميستريس على استعداد للهجوم مرة أخرى عندما حذرت البحرية الإسرائيلية كيسليف من أن الهدف قد يكون إسرائيليًا، بعد أن حذرت من عدم وجود نيران رد. طلب كيسليف من الطيارين عدم الهجوم إذا كان هناك أي شك بشأن تحديد الهوية، وسرعان ما اتصلت البحرية الإسرائيلية بجميع سفنها في المنطقة. وجدت البحرية الإسرائيلية أن أيا من سفنها لم تتعرض لإطلاق النار، وتم السماح للطائرات بالهجوم. ومع ذلك، كان كيسليف لا يزال منزعجًا من عدم الرد على النيران وطلب محاولة أخيرة لتحديد هوية السفينة. قام القبطان زوك بمحاولة لتحديد الهوية أثناء مهاجمته للسفينة. أبلغ عن عدم رؤية أي علم، لكنه رأى علامة GTR-5 الخاصة بالسفينة. أمر كيسليف على الفور بوقف الهجوم. خمّن كيسليف أن السفينة كانت أمريكية.
حقيقة أن السفينة كانت تحمل علامات أبجدية لاتينية دفعت رئيس الأركان رابين للخوف من أن السفينة سوفيتية. على الرغم من أن السفن الحربية المصرية كانت معروفة بإخفاء هوياتها بعلامات غربية، إلا أنها عادة ما تعرض أحرفًا وأرقامًا عربية فقط. أمر رابين زوارق الطوربيد بالبقاء على مسافة آمنة من السفينة، وأرسل طائرتي هليكوبتر من طراز إيروسباسيال إس إيه 321 سوبر فريلون للبحث عن ناجين. تم تسجيل هذه الاتصالات اللاسلكية من قبل إسرائيل. تم تسجيل الأمر أيضًا في سجل قارب الطوربيد، على الرغم من أن القائد أورين ادعى أنه لم يتسلمه. صدر الأمر بوقف إطلاق النار في الساعة 2:20بعد الظهر، أربع وعشرون دقيقة قبل وصول زوارق الطوربيد إلى موقع ليبرتي ' 

خلال الفترة الفاصلة، رفع أفراد الطاقم على متن ليبرتي علمًا أمريكيًا كبيرًا. خلال الجزء الأول من الهجوم الجوي وقبل مشاهدة قوارب الطوربيد، أرسلت ليبرتي رسالة استغاثة تلقتها حاملة طائرات الأسطول السادس يو إس إس ساراتوجا . أرسلت حاملة الطائرات يو إس إس أمريكا ثماني طائرات. كانت الحاملة في منتصف التدريبات الاستراتيجية. استدعى نائب الأدميرال ويليام أي مارتن الطائرة بعد دقائق.
«في اللحظات الأخيرة للهجوم الجوي ، لوحظ أن ثلاثة زوارق عالية السرعة كانت تقترب من السفينة من الشمال الشرقي في اتجاه نسبي يقارب 135 درجة على مسافة حوالي 15 ميلاً [بحري]. كانت السفينة في ذلك الوقت لا تزال تسير في مسار [غربًا] 283 [درجة] صحيحة ، وسرعتها غير معروفة ، لكن يعتقد أنها تجاوزت خمس عقد .: »
شهد مک گوناگل أنه «يعتقد أن وقت المشاهدة الأولية لقوارب الطوربيد ... كان حوالي 14:20»، وأن "القوارب بدت وكأنها في تشكيل من النوع الإسفيني مع النقطة التي يقودها القارب المركزي في الإسفين. كانت السرعة المقدرة للقوارب حوالي 27 إلى 30 عقدة (50 إلى 56 كم/س) "، وأنه«يبدو أنهم كانوا يقتربون من السفينة في وضع إطلاق طوربيد». :38
عندما وصلت قوارب الطوربيد، أدرك القائد أورين أن السفينة لا يمكن أن تكون المدمرة التي قصفت العريش أو أي سفينة قادرة على 30 عقدة (56 كم/س) . السرعة. وفقًا لمايكل ليمور، جندي احتياطي في البحرية الإسرائيلية خدم على أحد زوارق الطوربيد، فقد حاولوا الاتصال بالسفينة عن طريق الرسم الهليوغرافي والراديو، لكنهم لم يتلقوا أي رد. على 6,000 متر (20,000 ft)، تم إيقاف T-204 مؤقتًا وإشارة "AA"، مما يعني «عرّف نفسك».  نظرًا لتلف المعدات، لم يكن بإمكان مک گوناگل الرد إلا باستخدام مصباح إشارة المحمول.  يتذكر أورين تلقيه ردًا مماثلاً من إبراهيم الأول، مدمرة مصرية احتلتها إسرائيل خلال أزمة السويس، وكان مقتنعًا بأنه يواجه سفينة معادية.  استشار دليل تحديد الهوية الإسرائيلي للأساطيل العربية وخلص إلى أن السفينة كانت سفينة الإمداد المصرية القصير، بناءً على مراقبة سطح السفينة والجسر الأوسط والمدخنة. توصل قبطان القارب T-203 إلى نفس النتيجة بشكل مستقل. تحركت القوارب في تشكيل المعركة، لكنها لم تهاجم.  
عندما اقتربت قوارب الطوربيد بسرعة، أمر الكابتن ماكغوناغل بحارًا بالتقدم إلى المدفع الرشاش Mount 51 وفتح النار. :38ومع ذلك، لاحظ بعد ذلك أن القوارب كانت ترفع علمًا إسرائيليًا على ما يبدو، و «أدرك أن هناك احتمالًا لأن تكون الطائرة إسرائيلية وأن الهجوم قد تم عن طريق الخطأ». :39أمر الكابتن مک گوناگل الرجل الموجود في مسدس جبل 51 بإطلاق النار، ولكن تم إطلاق رشقة قصيرة على قوارب الطوربيد قبل أن يفهم الرجل الأمر. :39
لاحظ مک گوناگل أن المدفع الرشاش Mount 53 بدأ في إطلاق النار على زورق الطوربيد المركزي في نفس الوقت تقريبًا الذي أطلق فيه المدفع 51، وأن نيرانه كانت «فعالة للغاية وغطت المنطقة وقارب الطوربيد المركزي». :39تم وضع المدفع الرشاش جبل 53 على الجانب الأيمن وسط السفينة، خلف منزل الطيار. :16لم يستطع مک گوناگل رؤية أو «الوصول إلى جبل 53 من الجناح الأيمن للجسر». :39لذلك، «أرسل السيد لوكاس حول جانب ميناء الجسر، حول المناور، ليرى ما إذا كان بإمكانه إخبار [البحار] كوينتيرو، الذي يعتقد أنه مدفعي على مدفع رشاش 53، بإيقاف إطلاق النار» . :39إنساين لوكاس «أعلن في غضون دقائق قليلة أنه لم ير أحدًا في جبل 53». :39لوكاس، الذي غادر جسر القيادة أثناء الهجوم الجوي وعاد لمساعدة النقيب ماكغوناغل،  :14يعتقد أن صوت إطلاق النار كان على الأرجح من ذخيرة طهي، بسبب حريق قريب. :16في السابق، كان لوكاس قد وافق على طلب من كوينتيرو لإطلاق النار على قوارب الطوربيد، قبل أن تطارده الحرارة من حريق قريب من قاعدة البندقية 53. :26,27وشهد ماكغوناغل في وقت لاحق، في محكمة التحقيق، أن هذا كان على الأرجح حدث إطلاق النار «الفعال للغاية» الذي لاحظه. :49
بعد تعرضها لإطلاق النار، ردت زوارق الطوربيد بإطلاق النار بمدافعها، مما أسفر عن مقتل قائد دفة ليبرتي . ثم أطلقت زوارق الطوربيد خمسة طوربيدات في ليبرتي . في الساعة 1235Z (2:35 بالتوقيت المحلي)  ضرب طوربيد واحد Liberty على الجانب الأيمن أمام البنية الفوقية، مما أدى إلى إنشاء 39 قدم (12 م) ثقب كبير في ما كان عبارة عن مخزن شحن تم تحويله إلى مساحات أبحاث السفينة ومقتل 25 جنديًا جميعهم تقريبًا من قسم المخابرات وإصابة العشرات. قيل إن الطوربيد اصطدم بهيكل رئيسي يمتص الكثير من الطاقة ؛ أفاد أعضاء الطاقم أنه إذا أخطأ الطوربيد الإطار، لكانت ليبرتي قد انقسمت إلى قسمين. أخطأت الطوربيدات الأربعة الأخرى السفينة.
ثم أغلقت قوارب الطوربيد في بدن السفينة وقصفت بمدافعها ومدافعها الآلية.  وفقًا لبعض أفراد الطاقم، أطلقت قوارب الطوربيد النار على أطراف السيطرة على الأضرار والبحارة الذين كانوا يستعدون لقوارب النجاة للإطلاق. (انظر التفاصيل المتنازع عليها أدناه . تم التقاط طوف نجاة طاف من السفينة بواسطة T-203 ووجد أنه يحمل علامات البحرية الأمريكية. ثم حلقت T-204 بدائرة ليبرتي، ورأى أورين التعيين GTR-5، لكنه لم ير أي علم.  استغرق الأمر حتى 3:30 م لتحديد هوية السفينة. قبل وقت قصير من تأكيد هوية ليبرتي، ' ساراتوجا ثماني طائرات مسلحة بأسلحة تقليدية باتجاه ليبرتي . وبعد التأكد من هوية السفينة، تم إخطار هيئة الأركان العامة، وتم إرسال اعتذار للملحق البحري كاسل. تم استدعاء الطائرة التي تقترب من ليبرتي إلى ساراتوجا .

### في أعقاب الهجوم
وفقًا لنصوص الاتصالات اللاسلكية التي تم اعتراضها، والتي نشرتها وكالة الأمن القومي الأمريكية، حوالي الساعة 2:30 في المساء، قرب بداية الهجوم بزورق طوربيد، تم إرسال طائرتين مروحيتين تابعتين لسلاح الجو الإسرائيلي إلى موقع ليبرتي ' وصلت المروحيات في حوالي الساعة 3:10 مساءً، بعد حوالي 35 دقيقة من اصطدام الطوربيد بالسفينة. بعد وصوله، طلب جهاز التحكم الأرضي من أحد طياري المروحية التحقق من أن السفينة كانت ترفع العلم الأمريكي. أجرت المروحيات بحثًا قصيرًا عن أفراد طاقم السفينة الذين ربما يكونون قد سقطوا في البحر أثناء الهجوم الجوي. لم يتم العثور على أحد. غادرت المروحيات السفينة في حوالى الساعة 3:20 مساءً.
في حوالي 4 بعد ساعتين من بدء الهجوم، أبلغت إسرائيل السفارة الأمريكية في تل أبيب أن قواتها العسكرية هاجمت بالخطأ سفينة تابعة للبحرية الأمريكية. عندما تم «التأكد من أن السفينة أمريكية»، عادت زوارق الطوربيد في حوالي الساعة 4:40 مساءً لتقديم المساعدة ؛  تم رفضه من قبل الحرية . في وقت لاحق، قدمت إسرائيل طائرة هليكوبتر لنقل الملحق البحري الأمريكي كوماندر كاسل إلى السفينة. (ص. 32، 34)
في واشنطن، تلقى الرئيس ليندون جونسون كلمة من هيئة الأركان المشتركة تفيد بأن سفينة مجهولة نسفها ليبرتي في الساعة 9:50. صباحا بالتوقيت الشرقي. افترض جونسون أن السوفييت متورطون، وأبلغ موسكو بأخبار الهجوم وإرسال طائرات نفاثة من ساراتوجا . اختار عدم الإدلاء بأي تصريحات عامة وفوض هذه المهمة إلى فيل ج. جولدينج، الذي كان مساعد وزير الدفاع للشؤون العامة في ذلك الوقت. بعد فترة وجيزة، قال الإسرائيليون إنهم هاجموا السفينة بالخطأ. نقلت إدارة جونسون «استياء شديد» للسفير الإسرائيلي أفراهام هارمان. في غضون ذلك، سرعان ما تم إرسال الاعتذارات من قبل رئيس الوزراء الإسرائيلي ليفي إشكول ووزير الخارجية أبا إيبان والقائم بالأعمال إفرايم إيفرون. في غضون 48 ساعة، عرضت إسرائيل تعويض الضحايا وعائلاتهم.
على الرغم من أن لیبرتی تضررت بشدة، حيث حصلت على 39قدم بعرض 24قدم ارتفاع (12م × 7.3م) حفرة وصدفة ملتوية، أبقى طاقمها طافية، وتمكنت من مغادرة المنطقة تحت قوتها. قابلت ليبرتي لاحقًا المدمرتان يو إس إس ديفيس ويو إس إس ماسي والطراد يو إس إس ليتل روك. تم نقل العاملين الطبيين إلى ليبرتي، وتم اصطحابها إلى مالطا، حيث تم إصلاحها بشكل مؤقت. بعد الانتهاء من ذلك في يوليو1967، عادت ليبرتي إلى الولايات المتحدة وتم إخراجها من الخدمة في يونيو1968 وضُربت من سجل السفن البحرية. تم نقل لیبرتی إلى الإدارة البحرية الأمريكية (MARAD) في ديسمبر1970 وبيعت للخردة في عام1973.

منذ البداية، كان الرد على التصريحات الإسرائيلية الخاطئة في الهوية يتراوح بين عدم التصديق الصريح والقبول المطلق داخل الإدارة في واشنطن. ورد في رسالة إلى السفير الإسرائيلي في 10 حزيران / يونيو من قبل الوزير راسك، من بين أمور أخرى:
«في وقت الهجوم ، كانت السفينة يو إس إس ليبرتي ترفع العلم الأمريكي وكانت هويتها مذكورة بوضوح بأحرف بيضاء كبيرة وأرقام على بدنها. توضح التجربة أن علم السفينة ورقم تعريفها كانا مرئيين بسهولة من الجو وبناءً عليه، هناك كل الأسباب للاعتقاد بأن الطائرات الإسرائيلية قد حددت هوية السفينة يو إس إس ليبرتي، أو تحدد جنسيتها على الأقل. ما يقرب من ساعة واحدة قبل الهجوم. الهجوم اللاحق من قبل زوارق الطوربيد، بعد أن تم تحديد السفينة أو كان من المفترض أن يتم التعرف عليها من قبل القوات العسكرية الإسرائيلية، يظهر نفس التجاهل المتهور للحياة البشرية».
يلاحظ جورج لينكزوفسكي: «كان من المهم، على عكس وزير خارجيته، أن يقبل الرئيس جونسون بالكامل الرواية الإسرائيلية للحادث المأساوي». ويشير إلى أن جونسون نفسه لم يتضمن سوى فقرة صغيرة واحدة حول ليبرتي في سيرته الذاتية، حيث قبل التفسير الإسرائيلي، وقلل من القضية وشوه عدد القتلى والجرحى، من خلال خفض عدد القتلى والجرحى من 34 إلى 10 و 171 إلى 100 على التوالي. كما يقول لينكزوفسكي: «يبدو أن جونسون كان مهتمًا بتجنب مواجهة محتملة مع الاتحاد السوفيتي ... أكثر من اهتمامه بكبح جماح إسرائيل». 
حصل مک گوناگل على وسام الشرف، أعلى ميدالية أمريكية، عن أفعاله. يتم تقديم وسام الشرف بشكل عام من قبل رئيس الولايات المتحدة في البيت الأبيض،   ولكن هذه المرة تم منحها في ساحة البحرية بواشنطن من قبل وزير البحرية في حفل غير معلن. حصل البحارة الآخرون في ليبرتي على أوسمة لأفعالهم أثناء الهجوم وبعده، لكن معظم الاستشهادات بالجوائز حذفت ذكر إسرائيل باعتبارها الجاني. ومع ذلك، في عام 2009، مُنحت نجمة فضية لعضو الطاقم تيري هالباردييه، الذي تحدى نيران مدفع رشاش ومدفع لإصلاح الهوائي التالف الذي أعاد الاتصال بالسفينة؛ في اقتباس جائزته، تم تسمية إسرائيل باسم المهاجم.

## روابط داخلية
- يو اس اس ليبرتي
- رابطة قدامى محاربي سفينة ليبرتي الأمريكية

## روابط خارجية
- موقع اتحاد ليبرتي لقدامى المحاربين
- موقع ذكرى يو اس اس ليبرتي